# Генеральный штаб НОАК
Генеральный штаб НОАК (кит. упр. 中国人民解放军 总参谋部, пиньинь Zhōngguó Rénmín Jiěfàngjūn Zǒngcānmóubù) — орган оперативного управления Народно-освободительной армии Китая до 2016 года. Находился под полным контролем Центрального военного совета КНР. Штаб-квартира Генерального штаба находилась в Пекине, в январе 2016 года Генштаб ликвидирован как самостоятельный орган управления.

## Организационная структура
- Административное управление
- Второе управление — разведывательное[1]
- Третье управление — техническое (отвечает за прослушивание всевозможных каналов связи и дешифрование наряду с обеспечением безопасности собственных закрытых сетей связи; считается аналогом американского АНБ[1])
- Четвёртое управление — радиоэлектронной борьбы и кибервойны[1]
- Оперативное управление
- Мобилизационное управление
- Управление внешних сношений

## Начальники Генштаба
- Сюй Сянцянь — 1949—1950
- Не Жунчжэнь — 1950—1954
- Су Юй — 1954—1958
- Хуан Кэчэн[англ.] — 1958—1959
- Ло Жуйцин — 1959—1965
- Ян Чэнъу — 1965—1966
- Хуан Юншэн — 1968—1971
- Дэн Сяопин — 1975—1980
- Ян Дэчжи — 1980—1987
- Чи Хаотянь — 1987—1992
- Чжан Ваньнянь — 1992—1995
- Фу Цюанью — 1995—2002
- Лян Гуанле — 2002—2007
- Чэнь Биндэ — 2007—2012
- Фан Фэнхуэй — 2012—2016